# Большая Елань (Татарстан)
Большая Елань — деревня в Высокогорском районе Татарстана. Входит в состав Ямашурминского сельского поселения.

## География
Находится в северо-западной части Татарстана на расстоянии приблизительно 20 км на восток-юго-восток по прямой от районного центра поселка Высокая Гора у речки Ушня.

## История
Основана во времена Казанского ханства, упоминалась также как Покровское (по церкви, построенной в 1735 году). Среди владельцев деревни были известны помещики Желтухины.

## Население
Постоянных жителей было: в 1646 году — 190, в 1782—242 души мужского пола, в 1859—589, в 1897—560, в 1908—610, в 1920—749, в 1926—791, в 1938—357, в 1949—266, в 1958—217, в 1970 — 59, в 1989 — 10, 6 в 2002 году (русские 100 %), 4 в 2010.